# Dó bô lua
Dó bô lua (danh pháp hai phần: Daphne bholua) là một loài thực vật thuộc chi Thụy hương. Loài này mọc ở khu vực có độ cao 1.700-3.500 mét trên dãy Himalaya và các dãy núi lân cận, từ Nepal đến phía nam Trung Hoa. Tại khu vực thấp hơn nó là cây thường xanh ở các bìa rừng. Nó thường có chiều cao khoảng 2,5 mét, dù vài cá thể có thể cao 4 mét hoặc hơn.

## Phân bố
D. bholua phân bố ở dãy Hymalaya và các dãy núi liền kề, từ Nepal qua Bhutan, Bangladesh, Myanmar và Việt Nam (tỉnh Lào Cai) và Tứ Xuyên cùng tây bắc Vân Nam. D. bohlua là một trong các loài thuộc chi Thụy hương được dùng trong ngành làm giấy truyền thống ở Nepal do đó trong tiếng Anh nó có tên gọi là "paper daphne" (thụy hương giấy). Dù vài bộ phận cây được cho là độc, vỏ và rễ được dùng trong y học cổ truyền Nepal để trị sốt.

## Các phân loài và thứ
- Daphne bholua var. bholua
- Daphne bholua subsp. emeiensis (C.Yung Chang) Halda
- Daphne bholua var. glacialis (W.W.Sm. & Cave) B.L.Burtt